# Fraude processual
A fraude processual é um crime previsto no artigo 347 do Código Penal do Brasil. Consiste em modificar o local do crime, os objetos relacionados ao crime ou mesmo o estado das pessoas envolvidas, com a finalidade de induzir o magistrado ou o perito ao erro. Significa, portanto, modificar as evidências de modo a obter um resultado favorável no julgamento. A modificação da cena do crime tanto pode ser feita pelo criminoso como por quem tenha interesse indireto. O fato de ocorrer antes de iniciado o processo não produz efeito nos termos expressos da legislação. É uma infração que só pode ocorrer na hipótese de dolo, isto é, com a intenção de cometer um crime. A modificação culposa (sem intenção) da cena do crime não é passível de punição. 
Nos termos do Código Penal:
"inovar, artificiosamente, na pendência de processo civil 
ou administrativo, o estado de lugar, de coisa ou de pessoa, com o fim de induzir a erro o 
juiz ou o perito”. A pena é detenção, de três meses a dois anos, e multa.